# Guillac (Morbihan)
Guillac (in bretone: Gilieg) è un comune francese di 1 327 abitanti situato nel dipartimento del Morbihan nella regione della Bretagna.

## Società

### Evoluzione demografica
Abitanti censiti